# Crowdstrike-Computerausfall 2024

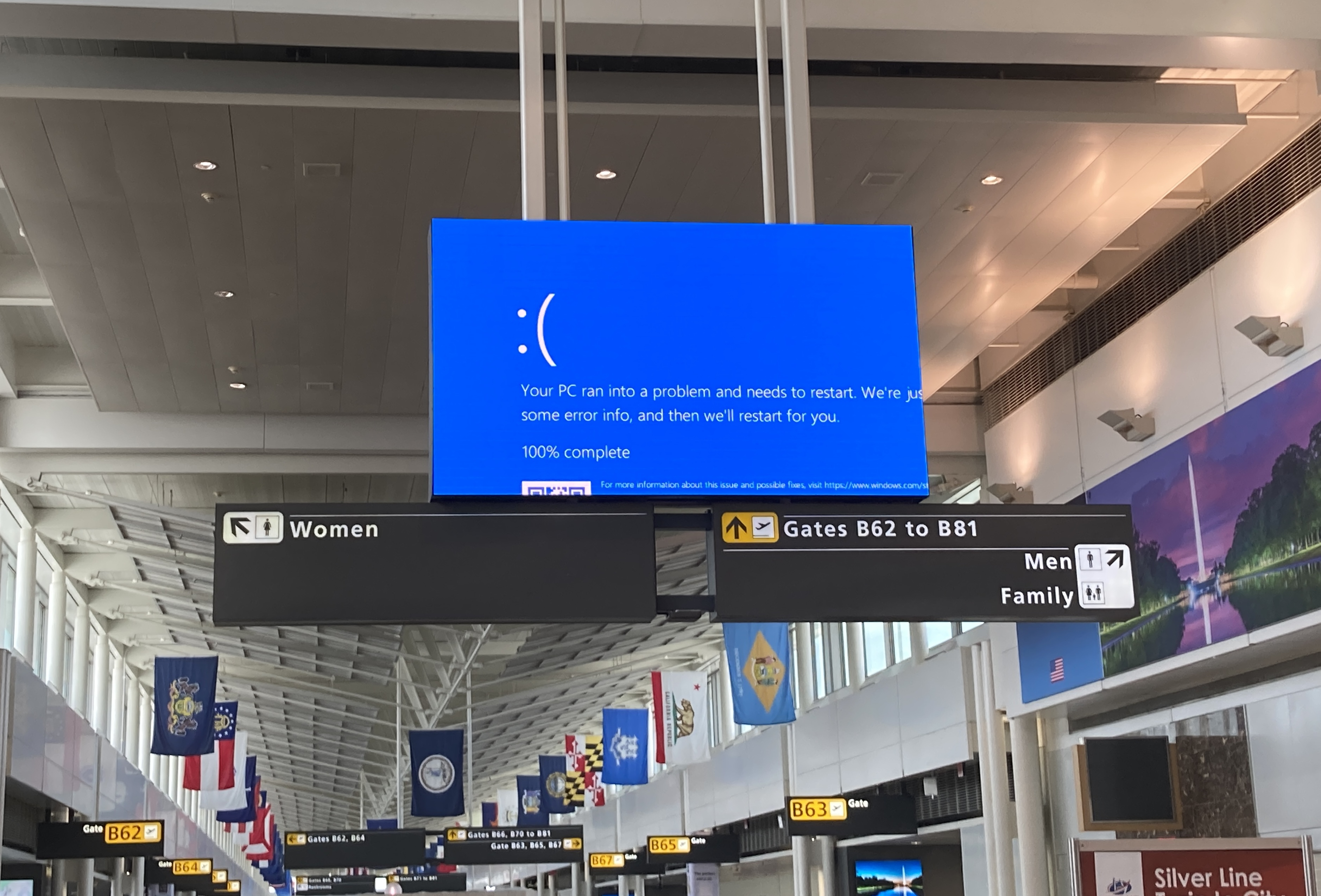
Der durch das fehlerhafte Update verursachte Bluescreen am Washington Dulles International Airport

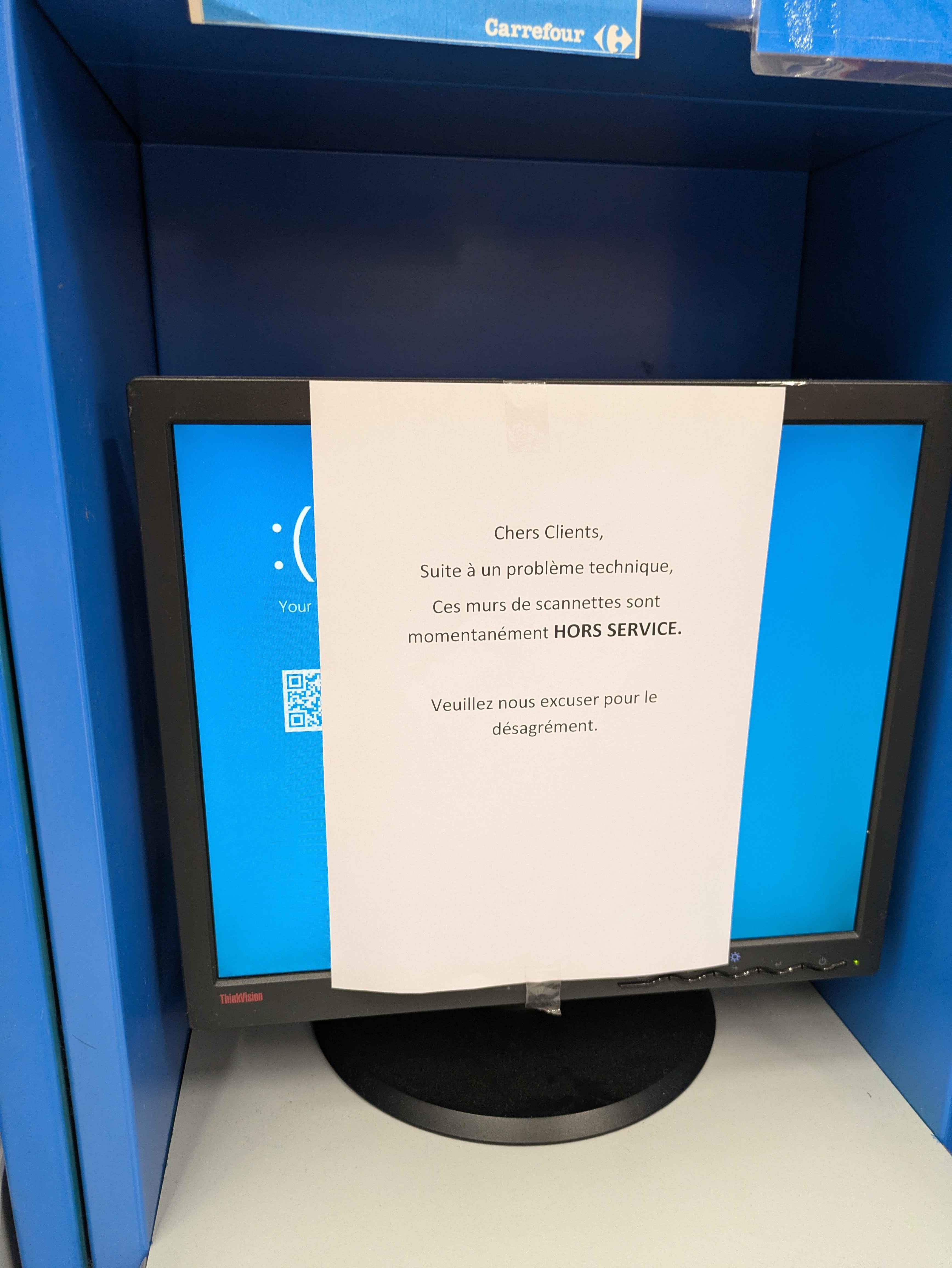
Defekte Selbstbedienungskasse in einem Supermarkt in Belgien

Der Crowdstrike-Computerausfall war eine am 19. Juli 2024 weltweit auftretende Betriebsstörung von Rechnersystemen. Sie wurde durch eine fehlgeschlagene Softwareaktualisierung des Cybersicherheitsanbieters Crowdstrike für sein Produkt Falcon verursacht. Experten stuften die Computerausfälle wegen ihres globalen Ausmaßes als beispiellos ein.

## Technische Details
Mithilfe sogenannter Channel-Dateien verteilte Crowdstrike dynamische Updates und Detektionsregeln. Laut dem Hersteller Crowdstrike waren von dem Absturz Windows-Systeme betroffen, die eine solche Channel-Datei mit einem Namen nach dem Muster C-00000291*.sys mit Zeitstempel 19. Juli 2024 04:09 UTC installiert hatten; eine Datei mit einem Zeitstempel von 05:27 UTC oder später sollte eine überarbeitete Version sein. In einem Blogartikel gab der Hersteller an, dass die Abstürze behoben werden können, indem das Betriebssystem im abgesicherten Modus („Safe Mode“) gestartet wird und anschließend die fehlerhafte Datei manuell gelöscht wird. Auch bei Microsoft fand sich eine entsprechende Beschreibung. Dies bedeutet, dass für jede betroffene Maschine ein manueller (menschlicher) Eingriff erforderlich war.
Laut Hersteller waren alle Systeme, die entweder über Nacht ausgeschaltet waren oder erst nach 05:27 UTC eingeschaltet wurden, nicht betroffen. Linux- oder MacOS-Systeme waren nicht beeinträchtigt. Microsoft hingegen berichtete schon um 19:00 UTC erste Störungen. Die Ausfälle begannen in Australien, da dort aufgrund der Datumsgrenze der Kalendertag als Erstes beginnt und die Dateien zu einer bestimmten Zeit ausgegeben werden. Danach verbreiteten sich die Störungen von Zeitzone zu Zeitzone um die ganze Welt herum weiter. Daher wurde nicht von einem Cyberangriff ausgegangen, was sich bestätigte.

## Folgen
Das amerikanische Unternehmen Crowdstrike ist einer der weltweit größten Cybersicherheitsdienstleister. Es hat zehntausende Firmenkunden in 170 Ländern. Am stärksten betroffen waren Unternehmen in Australien, dem Vereinigten Königreich und den USA. Derartig weitreichende Probleme durch Software-Updates sind ungewöhnlich, weil Updates in der Regel intern getestet und meist in Wellen veröffentlicht werden.
Insgesamt wurden schätzungsweise 8,5 Millionen Windows-Geräte lahmgelegt, wie Microsoft in einer ersten Einschätzung mitteilte.
Die Software ist nach Aussagen des Herstellers verfügbar für Microsoft Windows, macOS, Linux sowie ChromeOS;
betroffen waren jedoch nur Windows-Systeme.
Das fehlgeschlagene Crowdstrike-Update führte weltweit zu weitreichenden IT-Störungen bei Windows-Rechnern, die abstürzten und dann gar nicht mehr oder nicht vollständig gestartet werden konnten; bei Hochfahren zeigten die Rechner den Bluescreen und blieben stehen.
Dies betraf unter anderem Fluggesellschaften, Medien- und Telekommunikationsunternehmen sowie Krankenhäuser und Läden. Weltweit strandeten Tausende Passagiere an Flughäfen, Tausende von Flügen wurden annulliert, Operationen mussten abgesagt werden und Läden vorübergehend schließen.
Manche Bankkunden bekamen am Bankomaten kein Geld, Lebensmittelläden mussten vorübergehend schließen. In Australien berief die Regierung eine Krisensitzung ein. Der Fernsehsender Sky News sendete vorübergehend ein Standbild. In Israel waren Krankenhäuser betroffen, in Neuseeland viele Geschäfte. Kreditkartenzahlungen funktionierten nicht mehr. In den USA stoppte die Luftfahrtaufsicht Federal Aviation Administration (FAA) Flüge. Die Fluggesellschaft Eurowings strich mehr als 80 Flüge.
Gegen Mittag mitteleuropäischer Zeit gab Crowdstrike bekannt, die Ursache der Ausfälle zu kennen und mit einem neuen Update eine Lösung für seine Kunden zur Verfügung zu stellen. Trotzdem dauerten die Störungen weltweit noch für Stunden an.

### Deutschland
Das Bundesamt für Sicherheit in der Informationstechnik schätzte die Bedrohungslage als Stufe 3/Orange von vier Stufen ein, der Text dazu lautet: „Die IT-Bedrohungslage ist geschäftskritisch. Massive Beeinträchtigung des Regelbetriebs“. Betreiber kritischer Infrastruktur waren betroffen. „Dazu zählen unter anderem Energieversorger, Transport und Verkehr, die öffentliche Verwaltung, Krankenhäuser, Trinkwasser, Abwasser und Telekommunikation.“ Viele Fluggesellschaften und Flughäfen waren von den Ausfällen betroffen, darunter der Hauptstadtflughafen Berlin Brandenburg (BER), der Flughafen Hamburg sowie verschiedene Flughäfen in Baden-Württemberg und Nordrhein-Westfalen. Am Flughafen BER fielen 113 Flüge aus. Das Universitätsklinikum Schleswig-Holstein (UKSH) hat an seinen Standorten Kiel und Lübeck alle nicht dringenden Operationen abgesagt und die Ambulanzen geschlossen. Der Lebensmitteleinzelhändler Tegut musste aufgrund nicht funktionierender Kassensysteme vorübergehend seine 340 Filialen schließen.

### Österreich
In Österreich kam es über das ganze Land hinweg zu Beeinträchtigungen. So waren vor allem im Bereich der kritischen Infrastruktur das Krankenhaus Dornbirn, das Krankenhaus Kufstein und die Leitstelle Tirol im Westen des Landes betroffen. Auch waren einzelne Fluglinien, die am Flughafen Wien-Schwechat abgefertigt werden mussten, von Einschränkungen betroffen. In Vorarlberg fielen kurzzeitig einige Bankomaten der Hypo Vorarlberg Bank aus.

### Schweiz
Der Flugbetrieb am Flughafen Zürich wurde zeitweise komplett eingestellt, mindestens 120 Flüge von und nach Zürich mussten annulliert werden. Nach Angaben der Fluggesellschaft Swiss waren gut 9300 Passagiere durch die Störung bei der Flugsicherung Skyguide betroffen. Neben Skyguide waren in der Schweiz auch die Energiekonzerne Axpo Holding, Centralschweizerische Kraftwerke und BKW Energie beeinträchtigt.

## Einordnung
Experten stuften die Computerausfälle wegen ihres globalen Ausmaßes als beispiellos ein.
Tim Schughart vom IT-Sicherheitsanbieter Prosec resümierte: „Das einzige was wir wissen ist, dass es einen Fehler in der Qualitätssicherung gab. Und das hätte nicht passieren dürfen … Bei diesem Impact kann ich mir nicht vorstellen, dass diese Software richtig getestet wurde, beziehungsweise dieses Update.“ Zudem warf Tim Schughart Crowdstrike Intransparenz vor. Joachim Selzer vom Chaos Computer Club hielt eine einseitige Kritik an dem IT-Unternehmen Crowdstrike nicht für den richtigen Weg, vielmehr habe die betriebswirtschaftlich getriebene Konzentration auf wenige Anbieter im IT-Bereich zu einer Art Klumpenrisiko geführt.